# Shocker (gesto)

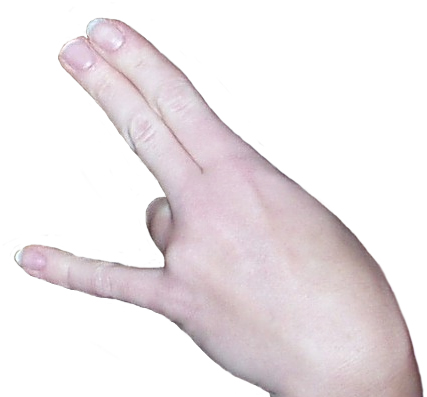
Esempio del gesto shocker, con l'anulare e il pollice uniti rivolti verso il centro della mano, con le altre dita alzate

Lo shocker è un gesto della mano che ha una connotazione sessuale. Questo gesto viene effettuato con il dito anulare e il pollice che sono piegati verso il palmo della mano, mentre le altre dita sono distese. L'indice e il medio sono tenuti insieme e il dorso della mano è disteso. Il gesto si riferisce all'atto sessuale dell'inserimento di indice e medio nella vagina e del mignolo nell'ano.